# Kysuce
Kysuce, deutsch Kischütz[en] (ungarisch Kiszuca), ist eine Region in der nördlichen Slowakei.

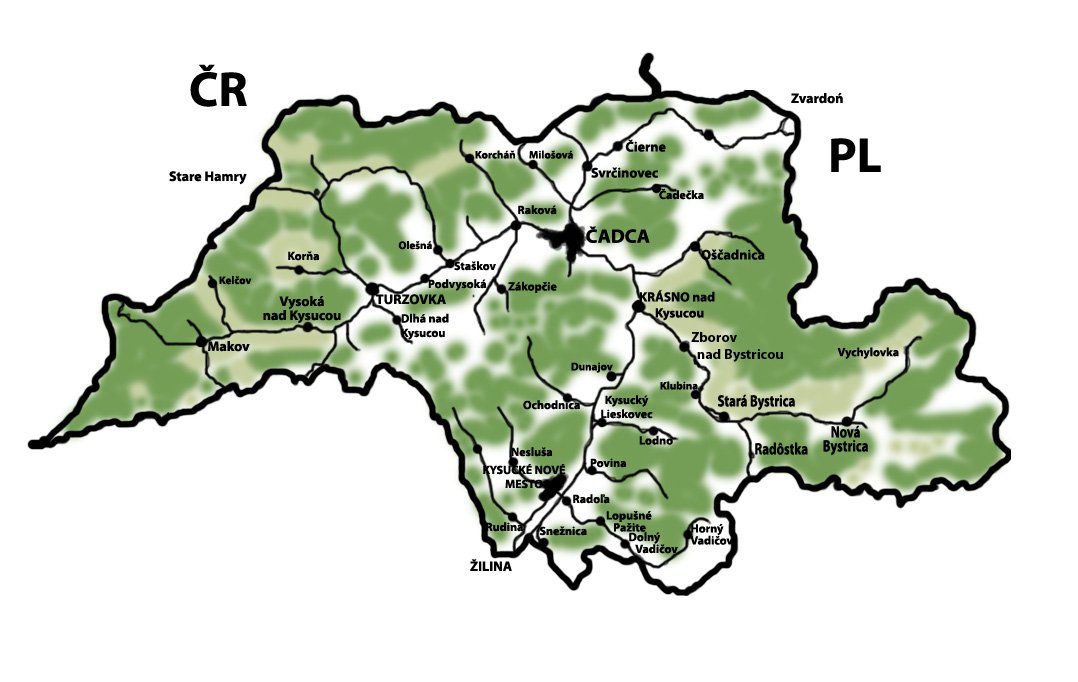
Karte der Region Kysuce

Sie liegt zwischen der Region Arwa im Osten, der tschechischen Grenze im Westen und dem Tal des Flusses Váh/Waag und grenzt auch an Polen. Sie umfasst die Bezirke (okresy) Čadca und Kysucké Nové Mesto. Bedingt durch die periphere Lage ist das Gebiet eine eher arme Region der Slowakei, neue Impulse gibt es momentan durch den Tourismus. Der besondere Reiz dieser Region ist für den Tourismus die unberührte Natur und zahlreiche Möglichkeiten zum Wintersport.
Skigebiete in der Region Kysuce sind:
- Oščadnica im Okres Čadca

Namensgebend ist der sie durchfließende Fluss Kysuca und die Region liegt in der offiziellen Tourismusregion Severné Považie.